# Château d'Harcourt (Thury-Harcourt)
Pour les articles homonymes, voir Château d'Harcourt.
Le château d'Harcourt est une demeure, des XVIIe et XVIIIe siècles, aujourd'hui ruinée, qui se dresse sur le territoire de l'ancienne commune française de Thury-Harcourt dans le département du Calvados, en région Normandie. Il n'en subsiste depuis la Seconde Guerre mondiale que les façades ainsi que quelques annexes intactes. L'édifice est inscrit au titre des monuments historiques.

## Localisation
Les ruines du château sont situées, sur le bord de l'Orne, qui traverse son parc, à 350 mètres au nord-ouest de l'église Saint-Sauveur de Thury-Harcourt, au sein de la commune nouvelle de Thury-Harcourt-le-Hom, dans le département français du Calvados.

## Historique

### La seigneurie de Thury depuis leXIesiècle
La seigneurie de Thury comportait, dès le Moyen Âge, un château. Elle appartint aux Tesson ou Heytesson, Préaux puis aux Montmorency. Le baron normand Raoul Tesson (Raoul II Tesson du Cinglais), en 1046, fit partie du complot visant à assassiner le jeune duc de Normandie Guillaume, le futur Conquérant, avant de changer rapidement de camp, ce qui laisse suggérer qu'un château existait déjà à cette époque.
Jeanne Tesson apporte la baronnie de Thury à son époux, Jean Crespin. Leur petite fille, Blanche Crespin hérite de la baronnie et épouse Pierre de Préaux. De ce mariage, est issue une fille, Marguerite de Préaux, mariée en secondes noces, vers 1367, avec Jacques de Bourbon-Préaux, grand bouteiller de France. La descendance issue de ce mariage s'étant éteinte, la baronnie de Thury fait retour à la maison de Préaux, en la personne de Jeanne de Préaux, épouse de Gauvain de Ferrières.
Ces derniers laissèrent un fils, Jean de Ferrières, dont la fille Françoise de Ferrières, dame de Thury, épousa Ferry, seigneur d'Aumont. De ce mariage, est issue une fille, Anne d'Aumont, mariée en 1522 avec Claude de Montmorency, seigneur de Fosseux.
Alors siège d'une baronnie, dont relevaient des fiefs situés sur 70 paroisses, la seigneurie de Thury fut érigée en marquisat en 1578 en faveur de leur fils, Pierre Ier de Montmorency-Fosseux, capitaine de 50 hommes d'armes, gentilhomme de la chambre du roi Henri III et chevalier de son Ordre.
À ce dernier, succède comme marquis de Thury, son fils, Anne de Montmorency-Fosseux, mort en 1592, puis le fils de celui-ci, Pierre II de Montmorency-Fosseux, mort en 1615, et le fils de ce dernier, François de Montmorency-Fosseux (1614-1684).

### Construction du château actuel
En 1635, le marquisat de Thury est acheté par Odet d'Harcourt, qui fait construire la partie la plus ancienne du château, la façade d'arrivée, prolongée sur l'arrière par une aile en retour.
Son petit-fils, Henri d'Harcourt, vend Thury à son cousin, autre Henri d'Harcourt, alors marquis de Beuvron, plus tard 1er duc d'Harcourt et maréchal de France.
Henri d'Harcourt (1654-1718), créé duc d'Harcourt après la réussite de son ambassade en Espagne, en 1700, obtient en 1710 l'érection en duché-pairie des marquisats de La Motte-Harcourt et Thury, sous le nom d'Harcourt. Il fait alors agrandir le château, en prolongeant l'aile la plus proche de l'Orne par un long corps de logis couvert d'un toit mansardé. Côté cour, la chapelle s'adossait à ce corps de logis, aujourd'hui disparu. Interrompus par sa mort, en 1718, les travaux sont achevés par sa veuve, Marie Anne Claude Brulart de Genlis, qui installe ses appartements à l'extrémité nord de cette nouvelle aile.
Au XVIIIe siècle, le duché d'Harcourt reste dans leur descendance, la lignée des duc d'Harcourt, jusqu'au 5e du nom, François Henri d'Harcourt, père seulement d'une fille, la duchesse de Mortemart.
Dans la nuit du 21 au 22 juin 1786, le roi Louis XVI et sa suite, font étape au château de Thury-Harcourt pendant leur voyage à Cherbourg. Venant de Falaise, ils y sont reçus par le duc et la duchesse d'Harcourt, y dînent puis reprennent la route au matin pour Caen.
À la Révolution, François Henri d'Harcourt émigre et son duché d'Harcourt est saisi. Il meurt près de Londres en 1802, après sa fille unique.
Ses petits-enfants parviennent à reprendre possession du domaine dans les premières années du XIXe siècle.
À la mort de la fille de la duchesse de Mortemart, la princesse de Beauvau, en 1854, les enfants de celle-ci vendent le château d'Harcourt et les souvenirs de famille qu'il contenait, en 1856, à leur cousin, Eugène, 8e duc d'Harcourt, dont la descendance le conserve depuis.

### La destruction du château
Le château de Thury-Harcourt a été incendié par les occupants allemands, avant leur retraite, en août 1944.
Il n'a pas été reconstruit, à l'exception de la chapelle. Les vestiges étaient en 1998 la possession du 12e duc d'Harcourt.

## Description
Le château, bâti en 1635, et considérablement agrandi à partir de 1700 par le premier duc d'Harcourt, puis par ses successeurs a été anéanti en 1944, avec son mobilier, ses collections et ses souvenirs historiques. Seules subsistent les ruines de la façade principale (XVIIe siècle), où se trouvaient un vaste vestibule et l'escalier principal ; la cour d'honneur, à laquelle on accède par un pont dormant, cantonné par deux pavillons, surplombant des fossés secs, et la chapelle restaurée après la guerre.

### Les intérieurs (avant 1944)
On remarquait à l'intérieur et se faisant suite :
- le vaste vestibule d'entrée avec son décor sculpté, dallé en marbre, auquel avait été réunie, au XVIIIe siècle, l'ancienne salle à manger, devenue son côté Nord. Son côté Sud était occupé par l'escalier principal, élevé en pierre avec une rampe en fer forgé de style Louis XIV. Face à la porte d'entrée, une niche comportait une statue du roi Louis XIV[14] ;
- la salle des Maréchaux, dans l'aile Sud, longue et vaste pièce tapissée de boiseries en bois naturel, ornée par de grands portraits équestres des différents maréchaux de France de la lignée des d'Harcourt[15] ;
- le salon dit des dames d'Harcourt, orné aussi de boiseries en bois naturel avec, sous la corniche du plafond à la française, une suite de portraits représentant différentes femmes de la maison d'Harcourt[16] ;
- un boudoir orné de boiseries laquées en blanc, sur lesquelles étaient accrochés, entre autres, les deux portraits, par Fragonard, du 5e duc d'Harcourt et de son frère, le duc de Beuvron[17] ;
- le  salon des gouverneurs, orné de boiseries Louis XIV en bois naturel, dans lesquelles étaient pris les portraits de plusieurs grands personnages de la lignée des Harcourt[18] ;
- la salle à manger, ornée de peintures en dessus de porte, représentant le domaine sous différents aspects au XVIIIe siècle[19] ;
- le salon rouge, orné de plusieurs portraits de famille[19] ;
- l'escalier menant au premier étage, orné par huit grands tableaux représentant l'histoire de Joseph, peints sous Louis XIV[19] ;
- la chambre où le roi Louis XVI passa la nuit en allant à Cherbourg, en 1786, tendue en toile de Jouy ornée d'oiseaux des îles[20] ;
- le boudoir orné de boiseries laquées en blanc, dans lesquelles étaient prises huit peintures de forme cintrée représentant des scènes du XVIIIe siècle. Chacune de ces huit toiles était surmontée par une peinture en médaillon, représentant un bouquet de fleurs[21]. Ces huit peintures de forme cintrée ont échappé à l'incendie de 1944 et étaient exposées dans les années 1970 au château du Champ-de-Bataille[22].

### Le parc
Le château de Thury-Harcourt est entouré par un vaste parc, redessiné vers 1760 selon les préceptes de François-Henri d'Harcourt, 5e duc d'Harcourt, lieutenant-général des Armées du Roi, gouverneur de Normandie, membre de l'Académie française et auteur, vers 1774, d'un Traité de la Décoration des dehors, des jardins et des parcs, dans lequel est faite l'apologie des jardins à l'anglaise.
Le parc du château d'Harcourt était alors célèbre en Europe, en particulier pour l'aménagement d'une colline située face à lui, sur la rive gauche de l'Orne. Il rivalisait en agrément et en notoriété avec celui du château d'Ermenonville. L'écrivain Jean Baptiste Claude Delisle de Sales lui consacra une poésie.
Les aménagements de cette colline comportaient des bosquets d'arbres d'espèces rares, des fabriques de style antique, entre lesquels étaient tracés des sentiers, le tout ménageant d'artistiques points de vue. Cette partie du parc était accessible depuis le château par un bateau et par une passerelle spécialement aménagée sur l'Orne.
Le 23 août 1788, l'agronome britannique Arthur Young visita le parc de Thury Harcourt, qui lui avait été présenté comme le plus beau jardin anglais de France.
À partir de la Révolution, le parc fut laissé sans entretien. En 1831, on voyait encore sur la colline des bosquets d'arbres et un cèdre du Liban d'une grande beauté.
Les aménagements effectués au XVIIIe siècle dans le parc sont aujourd'hui difficiles à percevoir.
Endommagé par les combats de 1944, qui détruisirent en partie le bourg voisin de Thury-Harcourt, le parc a été réaménagé après la guerre par le 11e duc d'Harcourt. Près du « pavillon de fantaisie » ont été aménagés des jardins de fleurs sur trois terrasses successives, au milieu du vaste parc qui descend jusqu'à l'Orne.

## Archives
Une partie des archives de l'ancien duché d'Harcourt est aux Archives départementales du Calvados, cotées E1 à E527, et répertoriées.
En 1944, le château de Thury-Harcourt contenait encore une importante bibliothèque et de nombreux souvenirs, archives, de la maison d'Harcourt, gouverneurs de Normandie de 1764 à la Révolution.
Ces archives, aujourd'hui disparues, ont servi de matériau, dans la seconde moitié du XIXe siècle, à plusieurs publications historiques de l'historien Célestin Hippeau.
Au début de 1940, une cinquantaine d'objets provenant du château, alors déjà classé monument historique, meubles, objets d'art, souvenirs de famille, furent, par précaution, transférés au château de Carrouges, acheté quatre ans auparavant par l'État, qui en avait fait un refuge pour le contenu de plusieurs musées.

## Protection
Au titre des monuments historiques :
- le bâtiment principal — en grande partie détruit lors de la Seconde Guerre mondiale — et les deux pavillons d'entrée, sont inscrits par arrêté du 21 juin 1927 ;
- la chapelle, les douves et la cour d'honneur sont inscrites par arrêté du 19 novembre 1963.

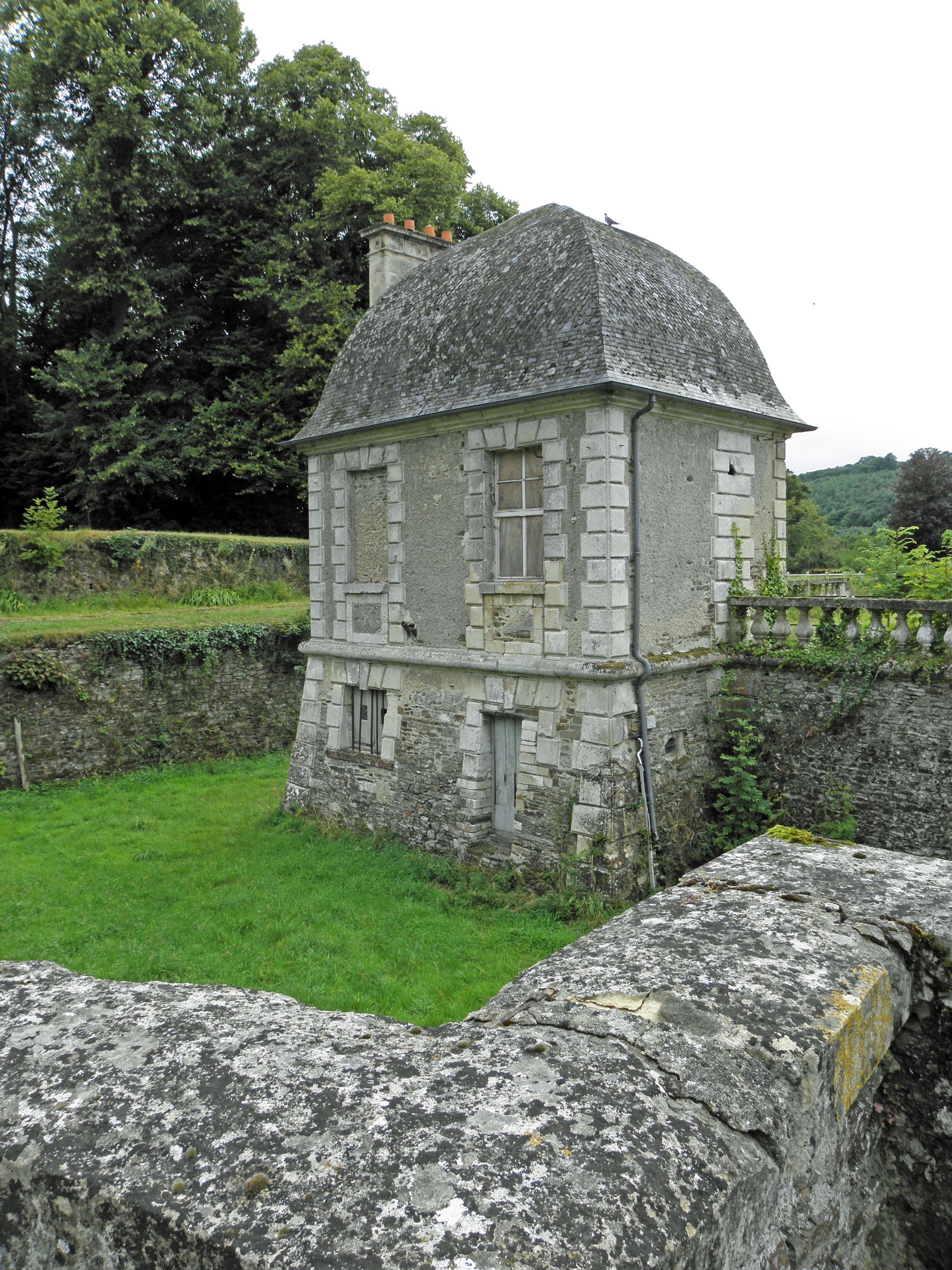
Un pavillon d'entrée.